# Потсдамські ворота

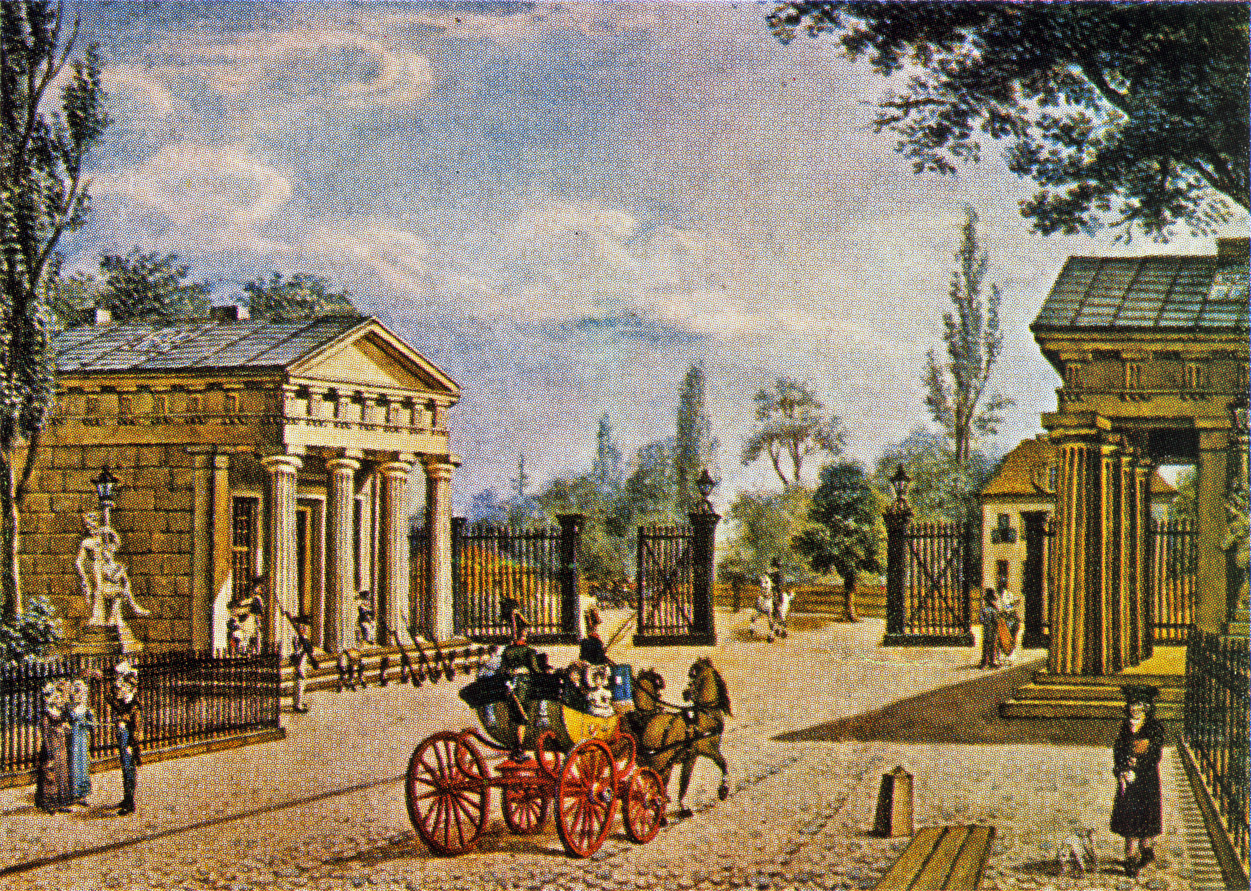
Потсдамські ворота (після 1824 року)

Потсдамські ворота (нім. Potsdamer Tor) — одні із західних воріт Берлінської стіни мита й акцизів, були розташовані на південь від Бранденбурзьких воріт. Вони були споруджені в 1734 році, а 1824 року їх було перебудовано за проектом архітектора Карла Фрідріха Шинкеля. Стіну знесли (1867 — 1870), але ці ворота залишили. Вони дуже постраждали під час бомбардування Берліна під час Другої Світової війни (1943 — 1945). Залишки воріт було знищено 1961 року, коли було зведено Берлінський мур.